# Hora de Ucrania
| Azul claro | Hora europea occidental/Hora media de Greenwich (UTC±00:00)                                       |
| Azul       | Hora europea occidental/Hora media de Greenwich (UTC±00:00)                                       |
| Azul       | Hora europea occidental de verano/Horario de verano británico/Hora estándar irlandesa (UTC+01:00) |
| Rojo       | Hora central europea (UTC+01:00)                                                                  |
| Rojo       | Hora central europea de verano (UTC+02:00)                                                        |
| Amarillo   | Hora europea oriental/Hora de Kaliningrado (UTC+02:00)                                            |
| Caqui      | Hora europea oriental (UTC+02:00)                                                                 |
| Caqui      | Hora europea oriental de verano (UTC+03:00)                                                       |
| Verde      | Hora de Moscú/Hora de Turquía (UTC+03:00)                                                         |

La hora de Ucrania se define como UTC+02:00 y en verano como UTC+03:00. Parte de la hora de Europa Oriental, se conoce localmente como hora de Kiev ( en ucraniano: Київський час, romanizado: Kyivskyi chas).
El cambio al horario de verano se produce la última semana de marzo a las 03:00 cuando se adelanta una hora, y la última semana de octubre a las 04:00 cuando se atrasa una hora. De esta forma, los relojes de Ucrania van siempre una hora por delante de los de Europa central.

## Descripción geográfica
El territorio de Ucrania en Europa se extiende casi 18 grados a lo largo de una longitud de aproximadamente 1,2 horas. Casi el 95% de su territorio se encuentra en la zona horaria de Europa Oriental con la excepción de sus extremos occidental y oriental. Una pequeña parte del óblast de Zakarpatia se encuentra en la zona horaria de Europa Central, mientras que el óblast de Lugansk, la mayor parte del óblast de Donetsk y parte del óblast de Járkov están ubicados geográficamente en la zona horaria de Europa ultraoriental (Hora de Moscú). Sin embargo, todo el país observa oficialmente la hora de Europa del Este.
- Extremo oriental: el pueblo de Chervona Zirka (consejo de Velykotsk), Raion de Milove, Óblast de Lugansk - 40°11′53″ (longitud este)
- Extremo occidental: pueblo de Solomonovo, Raion de Uzhhorod, Óblast de Oblast de Zakarpatta - 22°09′50″ (longitud este)
- La base de investigación Vernadsky en la Antártida se encuentra en la zona horaria del Atlántico (UTC-04:00).

## Historia
El horario de verano en Ucrania se introdujo a principios de la década de 1980. El 20 de septiembre de 2011, la Verkhovna Rada (Rada Suprema, el parlamento ucraniano) canceló la vuelta del horario de verano de Europa del Este al horario de Europa del Este. El 18 de octubre de 2011, el Parlamento abolió estos planes. El 29 de marzo de 2014, después de la anexión de Rusia, Crimea cambió de la hora de Europa del Este ( UTC+02:00) a la hora de Moscú ( UTC+04:00 entonces, posteriormente cambió a UTC+03:00). El 26 de octubre de 2014, los autoproclamados protoestados de la República Popular de Donetsk y de Lugansk también cambiaron a la hora de Moscú.

## Base de datos de zonas horarias de la IANA
La base de datos de zonas horarias de la IANA contiene cuatro zonas para Ucrania en el archivo zone.tab :
- Europe/Kiev: la mayoría de las ubicaciones
- Europe/Uzhgorod – Rutenia (porque usó la hora de Europa Central en 1990/1991)
- Europe/Zaporozhye – Zaporizhzhia, Óblast de Luhansk
- Europe/Simferopol – Crimea central